# Neue Abteilung der Nationalgalerie Berlin im Kronprinzenpalais
Die Neue Abteilung der Nationalgalerie Berlin im Kronprinzenpalais war die weltweit erste öffentliche Sammlung moderner Kunst des 20. Jahrhunderts. Sie wurde 1919 vom Direktor der Berliner Nationalgalerie Ludwig Justi gegründet und bestand bis zur Machtübernahme der Nationalsozialisten. Mit eingeschränktem Betrieb blieb sie bis zur Ausstellung „Entartete Kunst“ 1937 bestehen. Die Galerie im Kronprinzenpalais war vor allem als umfassendste Sammlung expressionistischer Kunst bekannt.

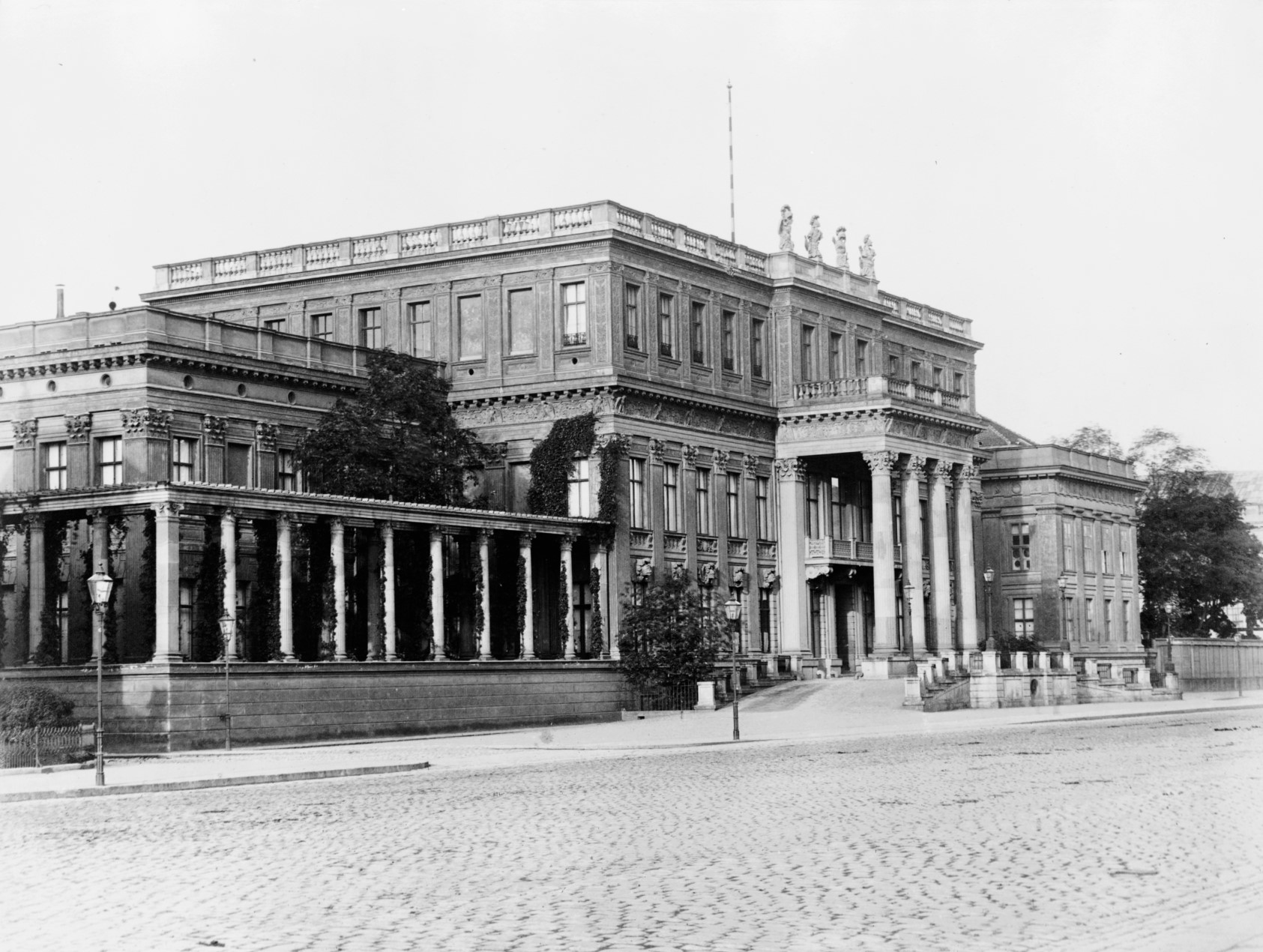
Kronprinzenpalais zwischen 1860 und 1890

## Moderne Kunst in der Nationalgalerie Berlin bis 1919

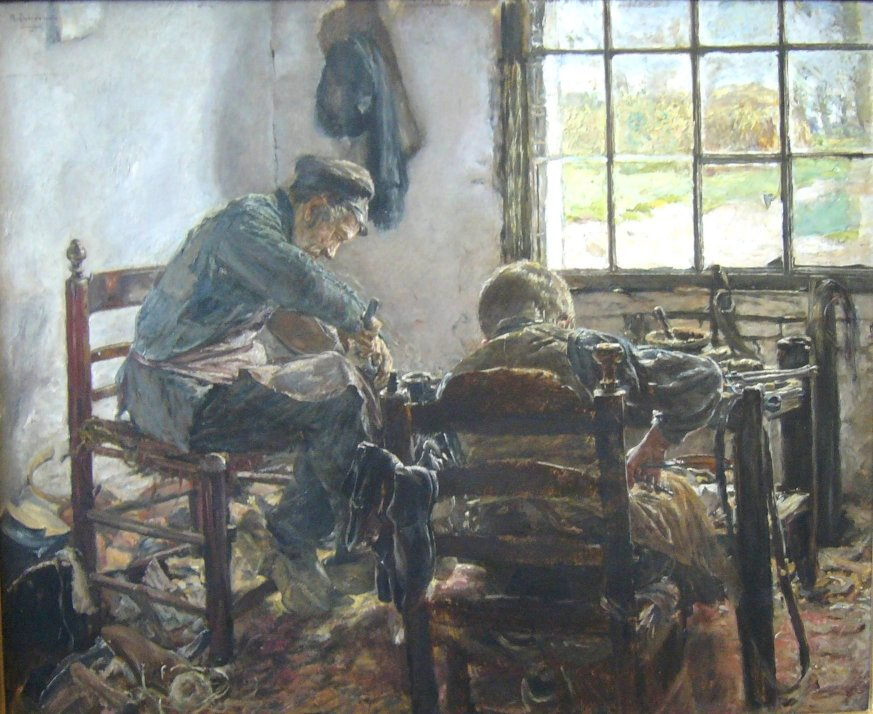
Max Liebermann: Schusterwerkstatt (1881)

Bereits Ende des 19. Jahrhunderts hatte der damalige Direktor Hugo von Tschudi die Nationalgalerie der modernen und europäischen Kunst geöffnet und Bilder französischer Impressionisten erworben. Mit dieser mutigen Eigenmächtigkeit war er in Konflikt mit Wilhelm II. geraten, der 1898 eine Kabinettsorder erließ, nach der sämtliche Neuankäufe und Schenkungen dem Kaiser vorzulegen und mit einer konservativen Kunstkommission unter der Leitung von Anton von Werner abzustimmen waren. Der Streit um die Ausrichtung der Nationalgalerie schwelte ein ganzes Jahrzehnt, bis Tschudi schließlich entlassen wurde.
Sein Nachfolger wurde Ludwig Justi, der schon unmittelbar nach seiner Ernennung 1909 in der Denkschrift Die Zukunft der Nationalgalerie die Notwendigkeit einer Aufteilung der Bestände auf das Stammhaus, ein Museum der Kunst des 20. Jahrhunderts und eine Bildnisgalerie postulierte.
1911 gelang es ihm, die Landeskunstkommission aufzulösen und eine kleine Ankaufskommission nach seinen Vorstellungen einzusetzen. Erste Schritte zur Modernisierung der Nationalgalerie setzten noch vor dem Ersten Weltkrieg ein: Die Schlachtengemälde wurden an das Zeughaus abgegeben, die Marinebilder an das neue Museum in Wilhelmshaven. Während des Krieges gelang es Justi, mit Werken von Max Liebermann, Lovis Corinth und Max Slevogt eine angemessene Sammlung der längst etablierten deutschen Impressionisten zusammenzustellen.

## Die Galerie im Kronprinzenpalais 1919–1933

### Das Ausstellungskonzept derGalerie der Lebenden

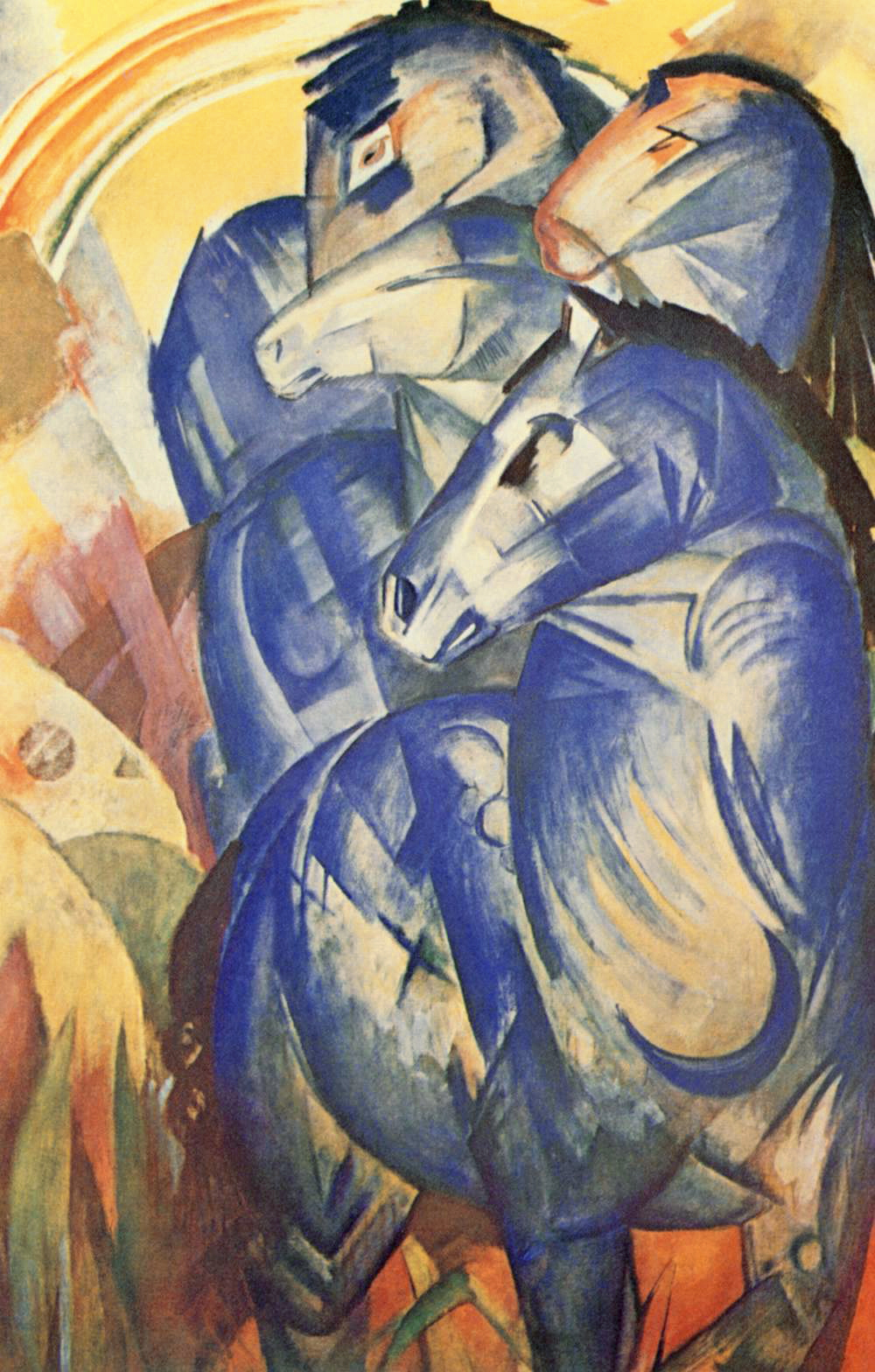
Die Ikone der Sammlung: Franz Marc, Der Turm der blauen Pferde (1913/14). Seit 1919 im Kronprinzenpalais, 1937 beschlagnahmt, heute verschollen.

Als nach dem Ersten Weltkrieg das Vetorecht des Kaisers entfiel, hatte Justi freie Hand für die ins Auge gefasste Sammlung zeitgenössischer Kunst. Die finanzielle Not begünstigte paradoxerweise die programmatische Ausrichtung auf die aktuelle Kunst, denn die bereits etablierten impressionistischen Gemälde waren nicht mehr bezahlbar. Dadurch konzentrierte sich die Ankaufpolitik auf den eben aufkommenden Expressionismus, für den es auf dem Kunstmarkt noch wenig Interessenten gab. Unmittelbar nach Kriegsende, im Dezember 1918, erwarb Justi Werke von Karl Schmidt-Rottluff, Otto Mueller, Max Pechstein, Erich Heckel, Ernst Barlach, Oskar Kokoschka, Franz Marc und Wilhelm Lehmbruck. Die Ankäufe führten zu einer Kontroverse mit der offiziellen Kommission zum Ankauf neuer Werke. Der Erwerb von Oskar Kokoschkas Bild Die Freunde führte zum Eklat, in dessen Folge die Kommission sich auflöste.
Der Finanzmangel ließ auch den von Justi gewünschten modernen Neubau nicht zu, doch die freigewordenen Hohenzollernpaläste boten den nötigen Raum. So nahm das funktional umgestaltete Kronprinzenpalais Unter den Linden die neue Abteilung der Nationalgalerie auf. Die in Bezug auf das ehemalige preußische Königshaus ungeklärten Besitzverhältnisse und die jeweils nur auf ein Jahr befristeten Nutzungsverträge verhinderten zunächst vorgesehene Umbauten.
Erst 1927 ging das Kronprinzenpalais endgültig in den Besitz der Nationalgalerie über. Die finanziellen Möglichkeiten ließen bauliche Veränderungen jedoch kaum zu. Die sehr einfache Ausstattung des dritten Stockwerkes bestand aus schlichten Papiertapeten und derben Holzdielen. Die Gliederung der Wände bestand aus einem 30 cm breiten Farbsockel und einer einfachen, funktionalen Hängeleiste. Gerade diese puristische Raumgestaltung erwies sich für das Ausstellungskonzept als günstig, während die Räume in den unteren beiden Stockwerken die freie Entfaltung der Kunstwerke hemmte, obwohl auch hier nach Möglichkeit die umfangreichen Holzeinbauten, Spiegel und die überladenen Kamine entfernt worden waren. Die Abhängung der dort aus der Zeit der Hohenzollern vorhandenen Stofftapeten konnte erst nach 1927 erfolgen.
Die Eröffnung der neuen Galerie fand am 4. August 1919 statt. Die Räume im Erdgeschoss wurden größtenteils aus den älteren Beständen bestückt – darunter Werke von Liebermann, obwohl Justi eine allgemein bekannte persönliche Feindschaft mit ihm verband. Ein Saal war den französischen Impressionisten Édouard Manet, Claude Monet, Paul Cézanne, Edgar Degas und Pierre-Auguste Renoir gewidmet, ein anderer der Berliner Secession. Hinzu kamen Werke von Künstlern wie Vincent van Gogh, Edvard Munch, Ferdinand Hodler, Max Slevogt, Aristide Maillol und anderen.
Das zweite Obergeschoss bildete das eigentliche Herzstück mit den Expressionisten: die Dresdner Brücke-Künstler Erich Heckel, Ernst Ludwig Kirchner, Otto Mueller, Max Pechstein, Emil Nolde und Karl Schmidt-Rottluff, die Maler Franz Marc und Christian Rohlfs, der Bauhaus-Künstler Lyonel Feininger sowie Skulpturen von Ernst Barlach und Wilhelm Lehmbruck. Aber auch Vincent van Gogh, Paul Gauguin und Oskar Kokoschka, französische Pointillisten und James Ensor, später kamen noch Werke von Edvard Munch, Ferdinand Hodler und Aristide Maillol hinzu.

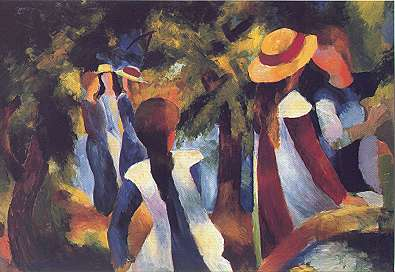
August Macke: Mädchen unter Bäumen (1914). Seit 1928 in der Sammlung, 1937 beschlagnahmt, heute: München, Staatsgalerie moderner Kunst.

Zu den Innovationen des Ausstellungskonzepts gehörte es, einzelne Räume dem Œuvre eines Künstlers oder einer Künstlergruppe, wie dem Blauen Reiter oder der Die Brücke, zu widmen. Einen solchen monographischen Saal bekamen Franz Marc (zusammen mit Skulpturen und graphischen Arbeiten von Lehmbruck), Emil Nolde, Erich Heckel und 1933 Max Beckmann. Ernst Ludwig Kirchner und Karl Schmidt-Rottluff teilten sich einen Saal. Nach Möglichkeit wurde auch ein Selbstporträt oder ein Porträt durch einen anderen Künstler der gleichen Werkgruppe aufgenommen. Ansonsten gab es keine chronologische oder systematische Gliederung.
Die Räume selbst waren schlicht ausgestattet, ein breiter Farbsockel und eine funktionale Hängeleiste waren die einzigen architektonischen Elemente. Unter einem simplen Papierstreifen mit dem Namen des Künstlers wurden die Werke in freier Anordnung gruppiert. Erich Heckels „Ostender Madonna“, 1915 anlässlich einer Weihnachtsfeier für Verwundete auf zwei Zeltbahnen gemalt, wurde extra vor einem verhängten Fenster positioniert, so dass sie durch die Türöffnungen aller fünf Räume des Obergeschosses zu sehen war (der Altar wurde 1945 durch Brand zerstört). Einzelne Werke von Kandinsky, Paul Klee, Lyonel Feininger, August Macke, Max Pechstein, Otto Mueller und Ernst Barlach komplettierten die Ausstellung.
Insgesamt hatte die Galerie im Kronprinzenpalais die beste und umfassendste Sammlung zeitgenössischer, insbesondere expressionistischer Kunst überhaupt. Mit diesem weltweit einzigartigen ständigen Ausstellungsraum für die Kunst der Moderne kreierte Ludwig Justi den bis heute aktuellen Typ des Museums für zeitgenössische Kunst und diente anderen Museen als Vorbild.
Ein anderes Novum, halb aus konzeptionellen, halb aus finanziellen Gründen, war die Nutzung zahlreicher Leihgaben und die Ausrichtung von Wechselausstellungen. Dadurch geriet auch die museale Inszenierung in ständige Bewegung. Kritiker bezeichneten die Galerie der Lebenden deshalb auch abfällig als Experimentiergalerie.

### Die Ausstrahlung des Kronprinzenpalais

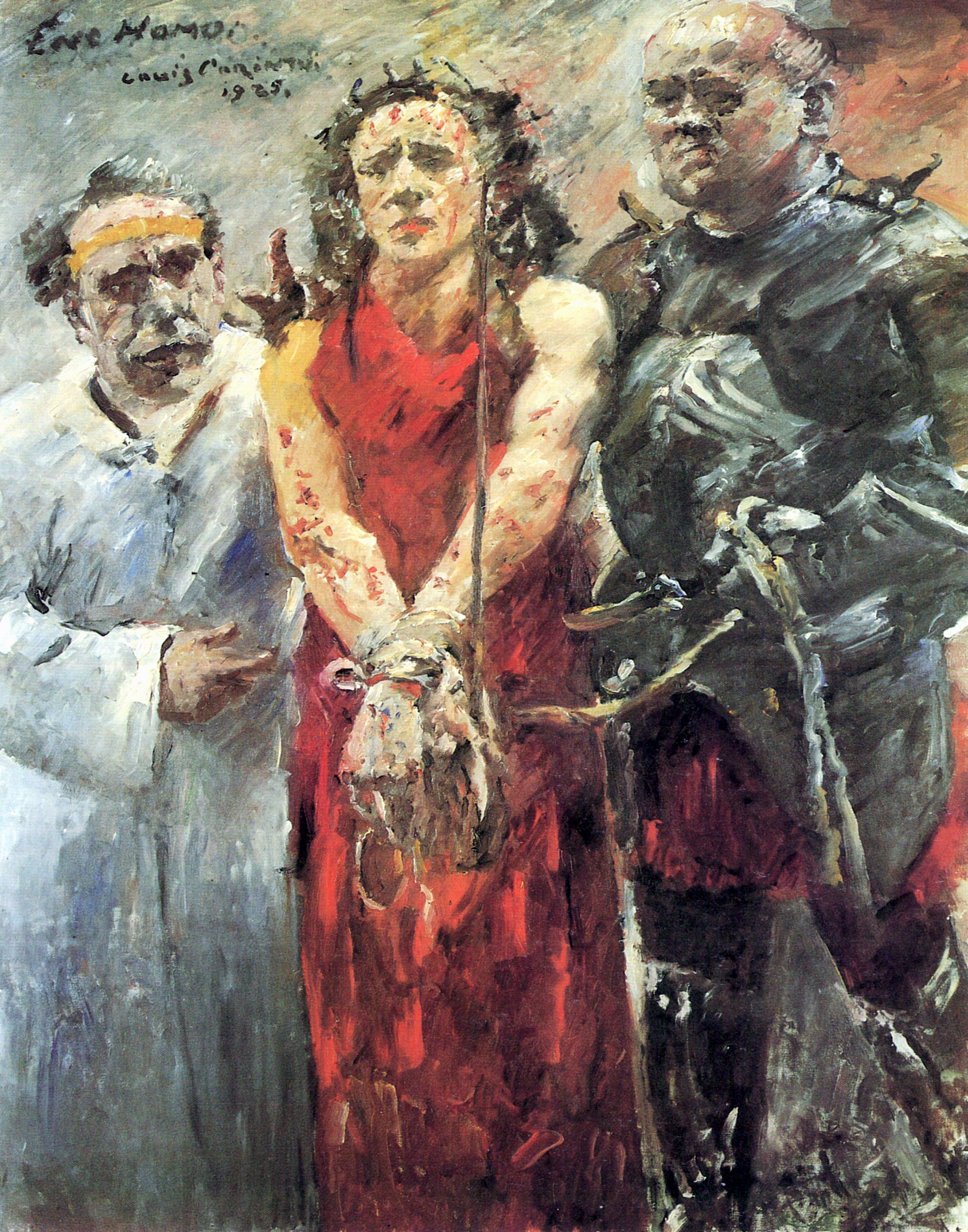
Lovis Corinth: Ecce Homo (1925). Seit 1929 Teil der Sammlung, 1937 in der Ausstellung Entartete Kunst, 1939 in die Schweiz verkauft, heute Kunstmuseum Basel

Trotz beziehungsweise wegen all dieser Neuerungen hatte das Konzept des Kronprinzenpalais’ weltweite Ausstrahlung. Die etwa vierzig deutschen Museen, die moderne Kunst sammelten, orientierten sich an seinem Konzept und 1929 diente es als Vorbild bei der Gründung des Museum of Modern Art in New York, während es im europäischen Ausland keine vergleichbare Einrichtung gab. 1927 hatte Alfred Barr, der legendäre Gründungsdirektor des Museum of Modern Art (MoMA) in New York, das Kronprinzen-Palais besucht und war begeistert vom Konzept, ein Museum ausschließlich für moderne Kunst einzurichten.
Von Beginn an erntete Justi aber auch von vielen Seiten Kritik für seine Pionierarbeit. Diese wurde teils kunsttheoretisch, teils politisch begründet: Einerseits lehnte der impressionistische Maler Max Liebermann, Präsident der Akademie der Künste, die expressionistische Malerei ab und wurde durch die Akademie und einflussreiche Zeitschriften und Zeitungen unterstützt. Liebermann blieb es vorbehalten, noch vor den Nationalsozialisten, die Maler Ernst Ludwig Kirchner und Emil Nolde, Erich Heckel, Edvard Munch, Lyonel Feininger und Vincent van Gogh als „Existenzen jenseits der Zivilisation“ zu bezeichnen.
Andererseits war Justi den Anfeindungen konservativer und zunehmend völkisch-nationalsozialistischer Gegner ausgesetzt. Kritik kam aber auch von politisch linker Seite, denn Justi hatte trotz seiner Fortschrittlichkeit und Einbeziehung des europäischen Auslands insgesamt eine national-konservative Vorstellung von einer Führungsrolle der deutschen Kultur. Bei aller programmatischer Öffnung verstand Justi die Nationalgalerie, und damit auch das Kronprinzenpalais, weiterhin als Selbstdarstellung der Kulturnation Deutschland.
Auch für die öffentliche Diskussion über moderne Kunst nahmen das Museum und Justi eine Vorreiterrolle ein. Von 1930 bis 1933 erhob die Zeitschrift Museum der Gegenwart den Anspruch, das Sprachrohr für alle zu sein, die sich für moderne Museumskonzeptionen, Ankäufe, Museumsarchitektur und moderne Kunst im Allgemeinen interessierten. Auch Alfred Barr gehörte als korrespondierendes Mitglied dazu. 1929 erfolgte die Gründung des „Vereins der Freunde der National-Galerie“, der in der Folge den Ankauf zahlreicher Gemälde ermöglichte, darunter Werke von Picasso, Braque und Juan Gris.

### Berliner Museumskrieg

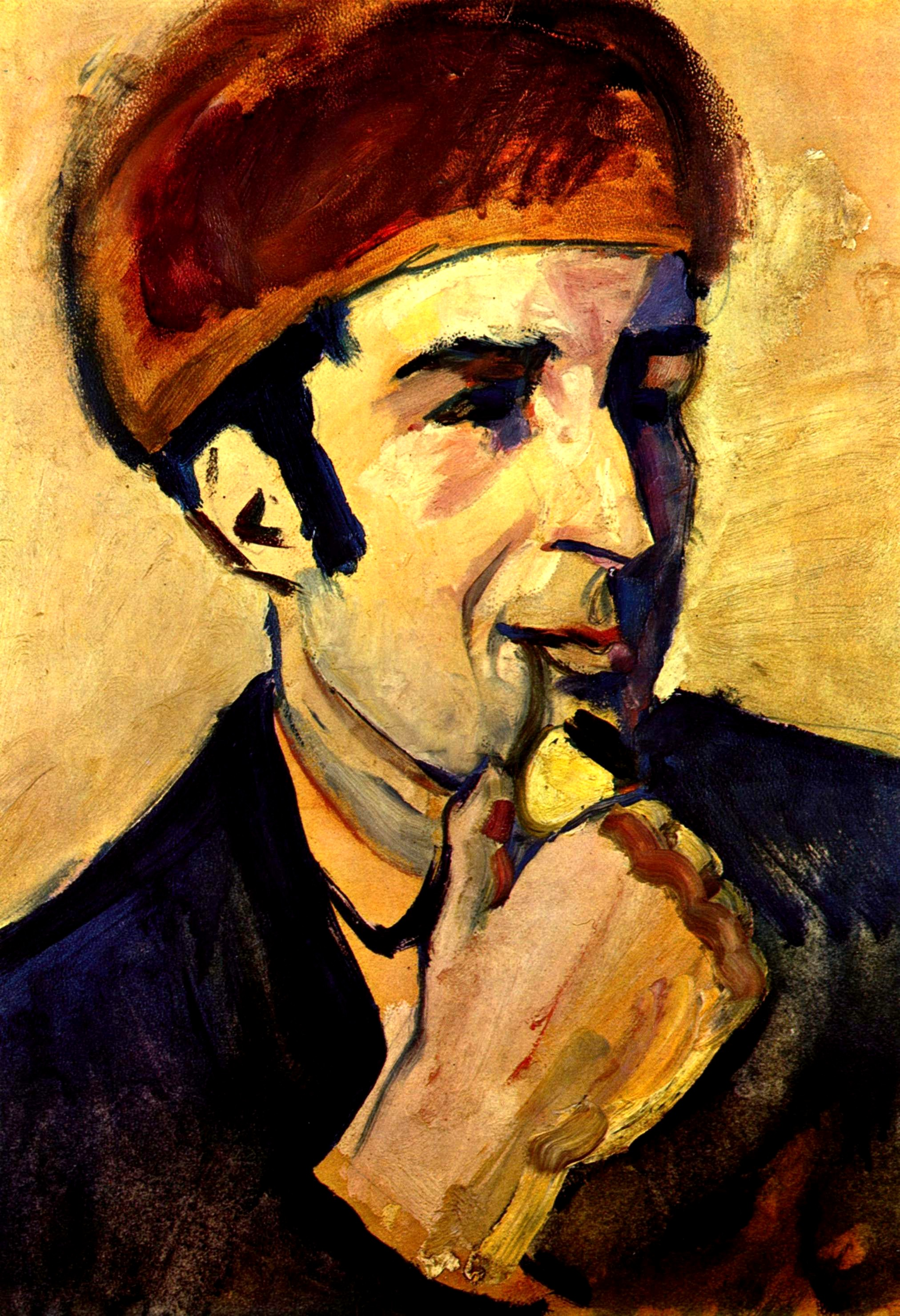
August Macke: Portrait des Franz Marc (1910)

Den erbittertsten Streit lieferten sich Justi und der Kunstkritiker Karl Scheffler. Diese öffentliche Auseinandersetzung ist unter dem Begriff Berliner Museumskrieg bekannt geworden. Unter diesem Titel veröffentlichte Scheffler 1921 ein Buch, in dem er Justi, den er anfangs noch unterstützt hatte, hart und polemisch anging. Während Scheffler in der Museumskonzeption modernere Vorstellungen von der Autonomie von Bildern im Museum hatte (er plädierte etwa für weiße Wände als neutralen Hintergrund), vertrat er inhaltlich die älteren Impressionisten gegenüber den Expressionisten, denen Justis Hauptaugenmerk galt. Justi zahlte es Scheffler mit gleicher Münze in der Schrift Habemus papam! zurück, und beide nutzten in der Folge ihre jeweiligen Zeitschriften Museum der Gegenwart bzw. die auflagenstarke Kunst und Künstler, die Scheffler bei Cassirer herausgab, um ihren Krieg auszufechten.
Da dieser Kleinkrieg bis 1933 anhielt und die an der Moderne interessierte Öffentlichkeit polarisierte, verpassten beide Seiten, sich gegenüber der gleichzeitig zunehmenden Kritik der völkischen Propaganda zu formieren. Im April 1932 hatte Scheffler noch geschrieben: Die Zeit wird dort [im Kronprinzenpalais] ohnehin einmal furchtbare Musterung halten.
Gemeint war damit ein künftiges Qualitätsurteil, dem nicht viele Expressionisten standhalten würden – tragischerweise sollte er mit seiner Prophezeiung auf viel konkretere Weise recht behalten. 1933 kam es zum gleichzeitigen Verbot von Museum der Gegenwart und Kunst und Künstler.

## Die Zeit des Nationalsozialismus

### Entlassung Justis

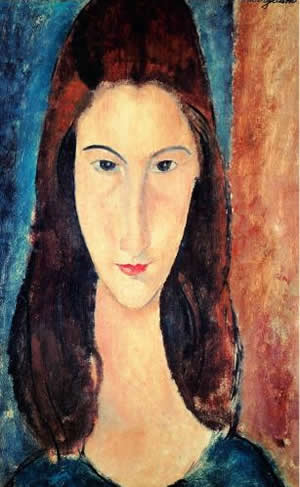
Amedeo Modigliani: Mädchenkopf (1918). Seit 1932 im Kronprinzenpalais, 1937 beschlagnahmt, 1938 versteigert, heute Schweizer Privatbesitz.

Liebermann und die französischen Impressionisten kamen im Januar 1933 zurück in das Stammhaus der Nationalgalerie und wurden so programmatisch aus der Reihe der zeitgenössischen Kunst entfernt. Dafür kamen Gemälde des Novecento Italiano, also aus dem Umkreis der pro-avantgardistischen Kunstpolitik des faschistischen Italien, zur Sammlung (darunter Bilder von Modigliani und Chirico). Beide Maßnahmen hatten heftige Kritik von politisch linker Seite zur Folge, die Justi vorwarf, den Expressionismus im völkischen Sinne zum Inbegriff deutscher Kunst umzudeuten und sich damit nationalsozialistischen Positionen anzudienen. Diese Wahrnehmung ist mit Äußerungen Justis belegbar. Inwieweit die Annäherung taktischen Überlegungen entsprang, ist schwer abzuschätzen. Immerhin stand das Kronprinzenpalais im Zentrum der kulturpolitischen Diskussion und in Abhängigkeit zur Politik. Gleichzeitig griffen der Völkische Beobachter, die Deutsche Kulturwacht und andere nationalsozialistische Publikationen die Galerie als Inbegriff „jüdischen Kulturbolschewismus“ immer heftiger an. Bei der Wiedereröffnung der umstrukturierten Galerie besuchte zusammen mit dem italienischen Botschafter Cerruti auch erstmals der preußische Ministerpräsident Hermann Göring das Kronprinzenpalais, der seinen Unmut über die ausgestellten Expressionisten kaum zu verbergen versuchte.
Am 15. Februar 1933 wurde die umgestaltete Sammlung unter großem Publikumsinteresse eröffnet. Das Kronprinzenpalais gehörte zu den meistbesuchten Museen Berlins.
Nach der Machtübernahme konzentrierten sich die Angriffe der gleichgeschalteten Presse dann auch sofort auf das Kronprinzenpalais. Im März 1933 formulierten Museumsbeamte einen Protestbrief an den deutschen Kultusminister, in dem sie für Direktor Ludwig Justi eintraten, dem von den Nationalsozialisten vorgeworfen wurde, „jüdischer Kunst“ und „marxistischen Geschäften“ Vorschub zu leisten. Zunächst gab es zu diesem Zeitpunkt aber auch den Versuch, den Expressionismus, insbesondere den der Brücke, als Staatskunst durchzusetzen, was sich Kultusminister Rust und Goebbels offenhielten. Auch Justi hatte noch am 29. Juni 1933 an der Kundgebung gegen Kunstreaktion des nationalsozialistischen Studentenbundes teilgenommen und geglaubt, dass ein Bündnis mit den Nazis zugunsten der avantgardistischen Kunst möglich sei. Nur zwei Tage später jedoch, zum 1. Juli 1933, wurde er ohne Angabe von Gründen von seinem Amt entbunden und in die Kunstbibliothek zwangsversetzt.

### Die kurze Ära Schardt

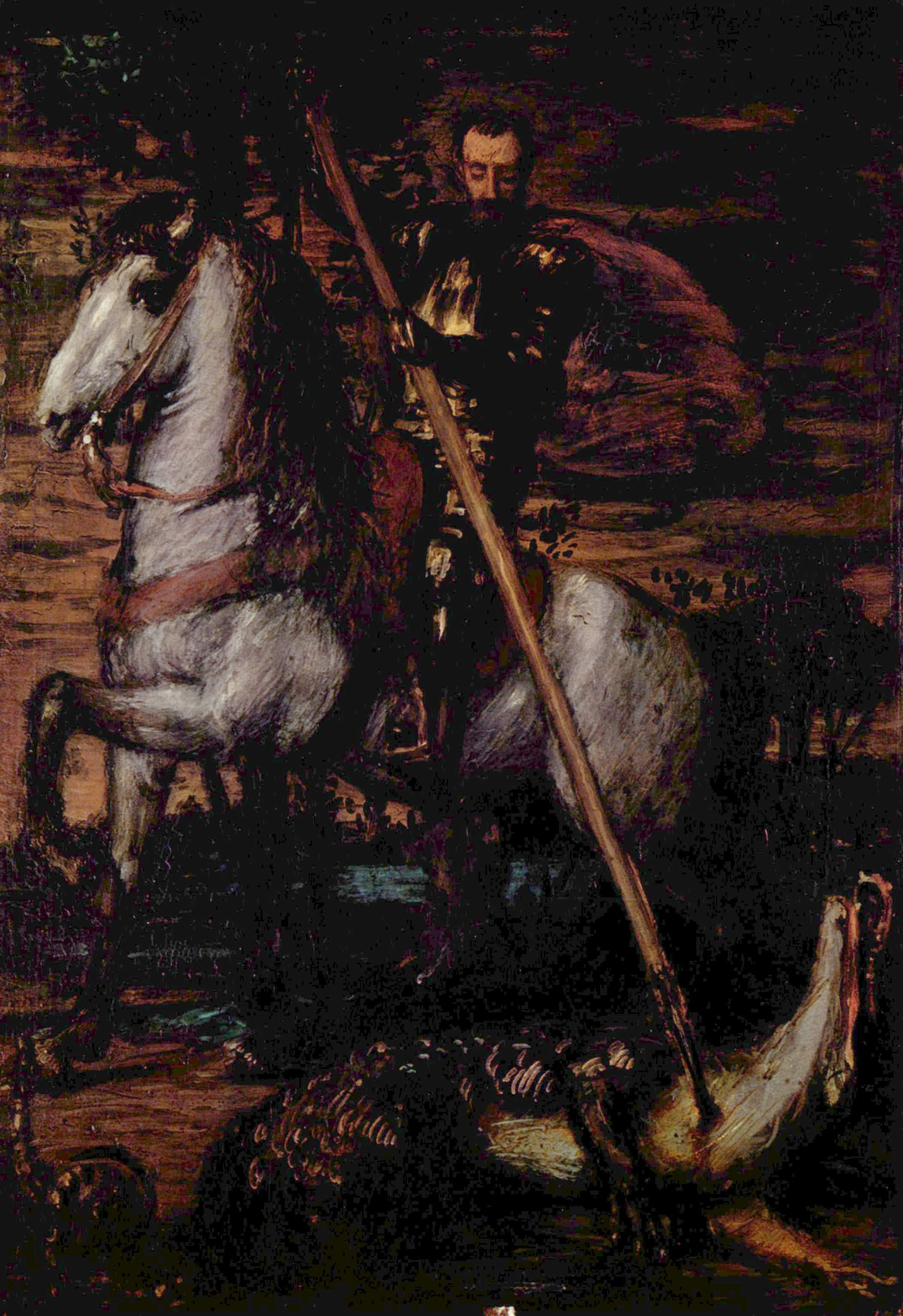
Hans von Marées: Drachentöter (1880). Nach einer Umkonzeption 1933 ein Schwerpunkt im Kronprinzenpalais.

Als kommissarischer Nachfolger schien den zuständigen Stellen im preußischen Kultusministerium zunächst Alois Schardt geeignet, der einerseits im Städtischen Museum Moritzburg in Halle (Saale) (als Nachfolger Max Sauerlandts) eine der bedeutendsten Sammlungen moderner Kunst aufgebaut hatte und andererseits dort ein führendes Mitglied im nationalsozialistischen Kampfbund für deutsche Kultur war. Er hatte sich schon früh mit angeblichen rassischen Eigenarten in der Kunst beschäftigt und versuchte, den „nordischen“ Expressionismus im völkischen Sinne als Fortsetzung gotischer und romantischer deutscher Kunst zu verteidigen. Schardt stand den Ideologien der Nationalsozialisten nahe, erschien dabei im Wesentlichen aber unpolitisch und naiv-überzeugt.
Nachdem Kultusminister Rust eine erste Umhängung abgelehnt hatte, versuchte Schardt, die Angriffe durch Kompromisse in der Hängung zu entschärfen. Das Untergeschoss überließ man nun den Romantikern wie Caspar David Friedrich, Blechen und Runge, das Mittelgeschoss u. a. Marées und Feuerbach, nur im Obergeschoss waren, als Höhepunkt des „deutschen Kunstwollens“ (nach Schardt) die Expressionisten ausgestellt: Nolde, Barlach, Marc, Kokoschka, Lehmbruck, die Brücke und der Blaue Reiter. Alle ausgestellten Künstler hatten einen Ariernachweis zu erbringen. Unter den nichtdeutschen Künstlern wurden die als „germanisch“ geltenden Van Gogh und Munch herausgehoben. Die Werke der Neuen Sachlichkeit kamen ins benachbarte Prinzessinnenpalais, viele Expressionisten entfernte man aus der Schausammlung. Trotz der Umkonzeption fand die Sammlung keine Zustimmung im Ministerium und Schardt wurde am 20. November 1933 entlassen, nachdem ihm schon vorher ein Verbot erteilt worden war, öffentlich zu reden oder zu schreiben. 1939 ging er schließlich ins amerikanische Exil, wo er am Marymount College in Los Angeles arbeitete.

### Rettungsversuche durch Eberhard Hanfstaengl

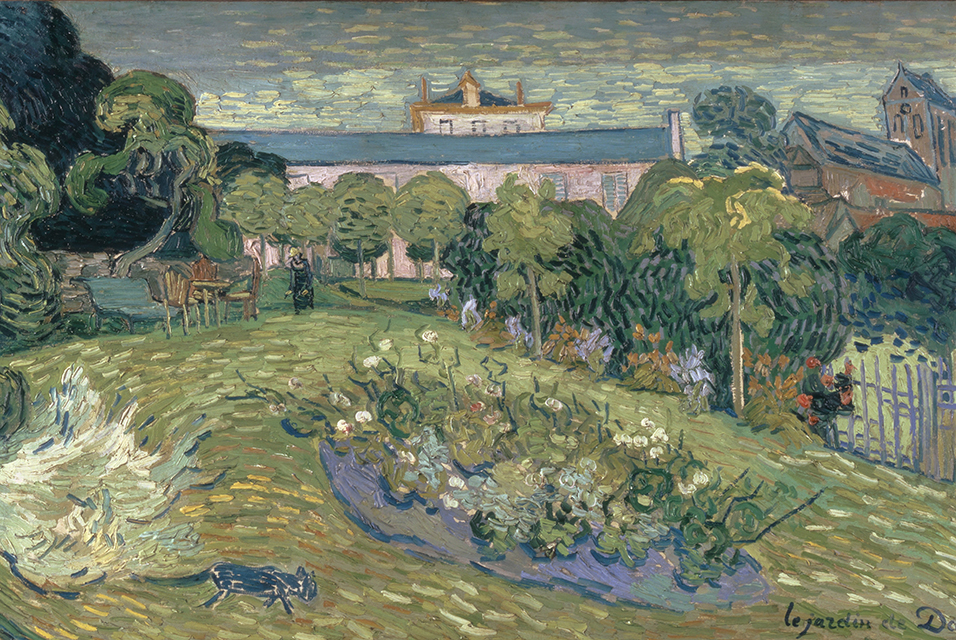
Vincent van Gogh: Der Garten Daubignys. Seit 1929 im Kronprinzenpalais, 1937 beschlagnahmt, heute: Hiroshima, Museum of Art.

Im November 1933 wurde Eberhard Hanfstaengl zum Direktor der Nationalgalerie berufen. Wieder wurde die Neue Abteilung entschärft, um ihren Kritikern möglichst wenig Angriffsfläche zu bieten: Expressionistische Porträts wurden gegen Stillleben oder Landschaftsbilder derselben Künstler ausgetauscht, viele abstrakte Bilder wanderten zur Sicherheit gleich ins Magazin. Die Werke der Pariser Schule (Picasso, Braque und andere), gegen die heftig polemisiert worden war, wurden aus der Sammlung entfernt. Dennoch gab es eine weiterhin verheerende Reaktion der Presse. Immerhin kaufte Hanfstaengl trotzdem weiter Bilder von Nolde, Kirchner und Schmidt-Rottluff hinzu.
1935 kam es zu ersten Beschlagnahmungen. Bis zu den Olympischen Spielen 1936 blieb die Sammlung offen und zog während der Wettbewerbe mit einer Sonderausstellung „Große Deutsche in Bildnissen ihrer Zeit“ Besuchermassen an, von denen nicht wenige auch das Obergeschoss besuchten, das die ganze Zeit über zugänglich blieb. Nach den Spielen folgte aber am 30. Oktober 1936 die „vorläufige“ Schließung dieser Abteilung und nur noch interessierte Besucher erhielten Einlass zu diesem Teil der Sammlung. Samuel Beckett etwa besuchte das rudimentäre Kronprinzenpalais am 19. Dezember 1936 und notierte in sein Tagebuch: „Unspeakable Sittenausstellung“ und am 20. Januar 1937: „Erdgeschoss: Chirico, Modigliani Mädchen, Kokoschka, Feininger, die Treppe hoch Sintenis, Kollwitz und Corinth“.
Im Februar 1935 hatte die Gestapo im Auktionshaus Max Perl Unter den Linden 64 Werke moderner Kunst beschlagnahmt, darunter Bilder von Max Pechstein, Otto Mueller und Karl Hofer. Die Gestapo betraute Hanfstaengl mit der Aufgabe, einen geringen Teil als „kulturgeschichtlich bedeutend“ auszusondern, den Rest jedoch zu vernichten. Hanfstaengl rettete 5 Gemälde und 10 Zeichnungen, der Rest musste unter Aufsicht am 20. Mai 1936 im Heizungskeller des Kronprinzen-Palais verbrannt werden.

### Entartete Kunst

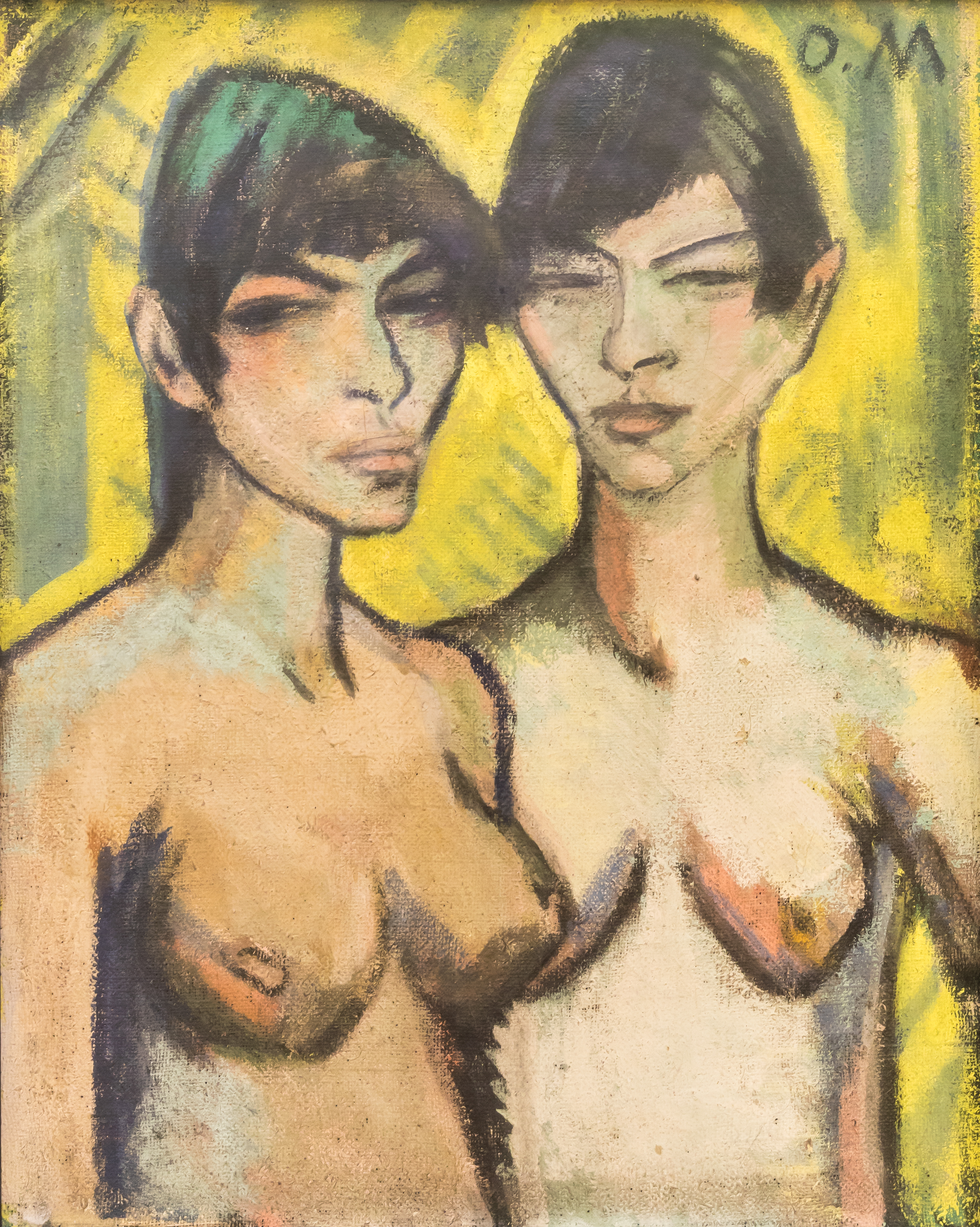
Otto Mueller: Zwei weibliche Akte. 1935 beschlagnahmt und der Nationalgalerie zur Sekretierung übergeben, 1937 in der Ausstellung Entartete Kunst, 1940 verkauft, heute Museum Ludwig Köln.

Entsprechend seiner Bedeutung wurde das Kronprinzenpalais 1937 wie kein anderes Museum Opfer der Aktion Entartete Kunst. Die Galerie wurde am 5. Juli ganz geschlossen, und ein Erlass Goebbels’ verordnete die Auswahl der Werke der sogenannten Verfallskunst zum Zwecke einer Ausstellung. Da Hanfstaengl sich weigerte, mit der Kommission unter der Leitung von Adolf Ziegler zusammenzuarbeiten, wurde er am 26. Juli 1937 beurlaubt. Im Amt folgte ihm kommissarisch Paul Ortwin Rave, der das Schinkel-Museum leitete und mit Justi zusammengearbeitet hatte.
Insgesamt wurden für die Aktion Entartete Kunst 164 Bilder, 27 Skulpturen und 326 Zeichnungen aus der Nationalgalerie beschlagnahmt, wovon in erster Linie das Kronprinzenpalais betroffen war. Die Werke kehrten nach der Ausstellung „Entartete Kunst“ nicht mehr zurück, sondern gelangten zum Verkauf ins Ausland. Die Auktion beim Kunsthändler Fischer in Luzern brachte auf Grund der angebotenen Menge und des Vorbehalts vieler Sammler, aus Nazi-Deutschland Bilder zu erwerben, für viele Werke nur geringe Preise. Bei dieser Aktion verlor die Nationalgalerie insgesamt 435 Werke. Privat hatte zum Beispiel Göring an einigen Bildern nichts auszusetzen und ließ für sich etliche Werke beschlagnahmen, unter anderem von van Gogh, Munch und Marcs Turm der blauen Pferde. Von den nicht verkauften „entarteten“ Kunstwerken wurden am 20. März 1939 1004 Gemälde und 3824 Arbeiten aus Papier im Hof der Berliner Hauptfeuerwache im Rahmen einer „Übung“ verbrannt.

### Das Ende der Sammlung
Mit Kriegsbeginn kam es zur Schließung aller Häuser der Nationalgalerie und zur Auslagerung der Bilder – zunächst in Keller, später in die Reichsbank und die Flaktürme, von denen der im Friedrichshain ausbrannte. Schließlich wurden die Kunstgüter bei Verschärfung der Kriegshandlungen in die Salzbergwerke Mitteldeutschlands evakuiert. Je nach der Besatzungsmacht, die die Depots zuerst besetzte, gelangten die Kunstwerke nach dem Krieg nach Wiesbaden, Braunschweig, Berlin oder in die Sowjetunion.
Verluste gab es aber auch durch Plünderungen durch die Bevölkerung oder durch Soldaten. Insgesamt sind von 49 Werken die heutigen Standorte bekannt: es handelt sich um andere Museen und um deutschen, amerikanischen und griechischen Privatbesitz.
So war die in wenigen Jahren zu Weltruhm gekommene Sammlung in noch kürzerer Zeit vollständig verloren.
Nach dem Krieg versuchten die Nationalgalerie, deren Direktor jetzt wieder Ludwig Justi war, und die in West-Berlin neugegründete städtische Galerie des 20. Jahrhunderts, die entstandenen Lücken wieder zu schließen. Die 1968 eröffnete Neue Nationalgalerie knüpft ausdrücklich an die Tradition der Sammlung im Kronprinzenpalais an.

## Ausstellungen (Auswahl)
- 1921 Ernst-Ludwig-Kirchner-Ausstellung mit 50 Werken des Künstlers.
- 1922 Franz-Marc-Ausstellung im gesamten Obergeschoss.
- 1923 Erste Retrospektive von Paul Klee. Ausstellung Lovis Corinth zum 65. Geburtstag in zwei kompletten Geschossen. Corinth bezeichnet das Kronprinzen-Palais als „einzig dastehend in der Welt“.
- 1924 Einzelausstellung Otto Dix (Aquarelle und Zeichnungen).
- 1927 Edvard-Munch-Retrospektive mit 244 Exponaten. 1892 hatte eine Munch-Ausstellung in Berlin so schockiert, dass sie vorzeitig geschlossen werden musste. Gegensätzliche Reaktionen hatten daraufhin zur Gründung der Berliner Sezession geführt. Mit der Retrospektive im Kronprinzen-Palais erfährt der 64-jährige Munch eine späte Wiedergutmachung.
- 1928 Van-Gogh-Ausstellung mit 143 Werken.
- 1931 Retrospektive zum 60. Geburtstag von Lyonel Feininger.
- 1932 Emil-Nolde-Ausstellung zum 65. Geburtstag des Künstlers.